# 都市峽谷

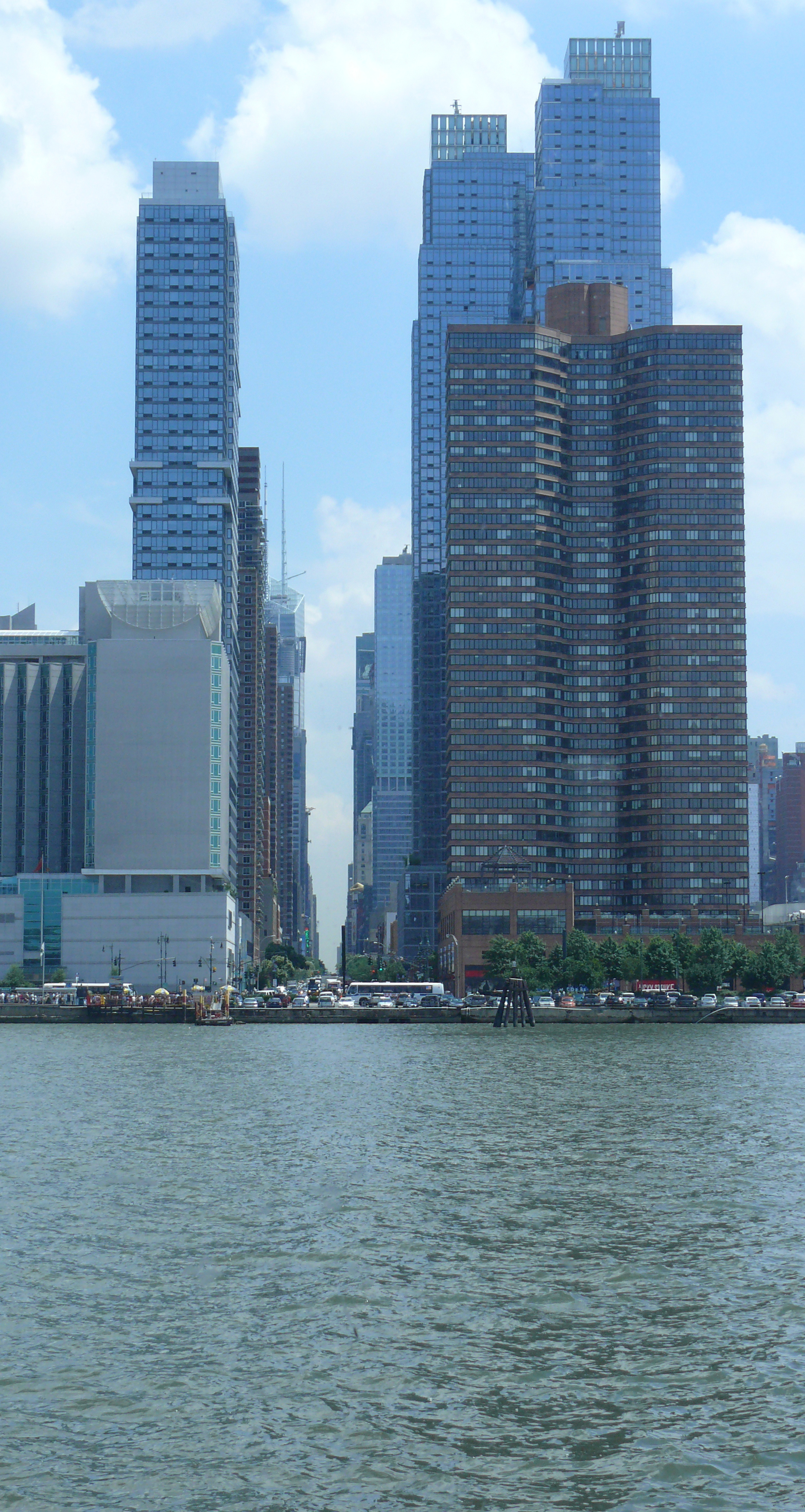
紐約市42街的都市峽谷

都市峽谷是一種類似自然峽谷的都市環境。以街道切割周圍稠密的建築街區，特別是摩天大樓，而形成的人造峽谷。著名的例子如芝加哥的華麗一英里、紐約曼哈頓的英雄峽谷、香港九龍與中環地區。都市峽谷可能造成都市熱島效應。
都市峽谷是都市表面的基本單元，在都市中到處可見。其峽谷形式包括水平面和垂直面等幾何形式；建物排列做為垂直的牆，而街道則作為水平的地面。其峽谷的空氣體積為兩邊的牆與地面，以及建築物頂層之間的假想邊界所構成的空間。都兩邊建築物高度不同時，將形成不對稱的峽谷。
研究員T. R. Oke研究都市峽谷中的微氣候，其目的為探討其在都市氣候的性質。都市峽谷的研究顧及了峽谷走向、高度、長度，以及寬度。在氣溫現象方面，包含了光照、入射角、地表反照率、放射率以及溫度。此外，寬高比與天空視野係數也很重要。寬高比為兩邊建築物的平均高度與街道寬度之比例。天空視野係數從0到1，用來計算自地面往上看時的可見的天空的量。通常以魚眼鏡頭自街道地面拍攝。天空視野係數1代表天空完全可見，而0則代表天空完全被阻擋。天空視野係數愈高，代表都市峽谷愈容易冷卻，因為天空可以吸收建築物的熱能。而天空視野係數愈低，都市峽谷可以保存日間的熱能，在夜裡釋放更多的熱能。
Nunez和Oke研究中緯度地區都市峽谷於晴朗的夏季的能量交換。研究顯示不同時間的地表能量取決於峽谷的幾何形狀和方向。南北走向的地面最具活耀的能量。在這種峽谷中，正午輻射過剩的30%會被儲存在峽谷兩邊的建築物。到了夜間，因為輻射損失，而使建築物中儲存的能量釋放出來。這種現象形成嚴重的都市熱島效應。

## 影響
都市峽谷會對當地造成各種影響，如下列所述：
- 無線電接收—尤其是GPS訊號會較不易接收。
- 風速—氣流流動速度會加快
- 溫度—可升高攝氏2-4度（華氏5-10度），並會促進都市熱島效應
- 空氣品質—滯留於當地空氣會將汙染物集中於近地面的空間